# Thomas Lang
Thomas Lang (1967. március 19., Nümbrecht, NRW, Németország) német író.

## Élete, munkássága
Lang Frankfurt am Mainban irodalomtudományt hallgatott és Master of Arts (M.A.) diplomát szerzett. 1997 óta szabadúszó íróként él Münchenben. Írói munkája mellett szakmai cikkeket szerkeszt számítástechnikai témakörben. Több irodalmi díjjal jutalmazták, Ingeborg Bachmann-díjas Kötélen című írása magyarul a Nagyvilág folyóirat 2006. januári számában jelent meg Tatár Sándor fordításában.

## Irodalmi díjak
- 1999: München város irodalmi díja
- 2002: Marburgi irodalmi díj (fődíj)
- 2002: Bayerischer Staatsförderpreis Literatur
- 2005: Ingeborg Bachmann-díj (fődíj)
- 2006: Jelölték Lipcsei Könyvvásár díjára (Shortlist)

## Munkái
- Than. regény, Berlin, 2002
- Das Innenleben der Tiere. In: EDIT. 32, 2003
- Sex-Monster. In: Wieder vereinigt. Berlin, 2005
- Am Seil. regény, München, 2006
- Unter Paaren. regény, München, 2007
- Bodenlos oder Ein gelbes Mädchen läuft rückwärts. regény, Beck, München, 2010, ISBN 978-3-406-59070-2.
- Jim: Eine Erzählung, Beck, München, 2012 ISBN 978-3-406-63003-3

## Külső hivatkozások
- Nagyvilág folyóirat 2006. január
- Thomas Lang weboldala
- A Than weboldala (archív verzió)
- Thomas Lang beim Bachmannpreis
- LeseZeichen[halott link], Interview (BR / Video / ca. 7 min)